# Glat ærenpris
Glat ærenpris (Veronica serpyllifolia) er en flerårig, 5-25 centimeter høj plante i vejbred-familien. Stænglen er nedliggende og rodslående med opstigende blomstrende grene. Hele planten er glat. Bladene er ægformede og helrandede eller svagt takkede. Blomsterne sidder i en åben, endestillet klase, er hvide med blå årer og kronen måler 4-7 millimeter i tværsnit. Glat ærenpris er hjemmehørende i den Gamle Verdens tempererede område, men er spredt ved menneskets hjælp til Nord- og Sydamerika samt Sydafrika.
I Danmark er arten almindelig på kulturpåvirket bund, f.eks. enge, græsmarker eller græsplæner. Den blomstrer i maj til juli.